# Otto Depenheuer
Otto Depenheuer   (Colònia, 1953) és un professor de dret i organista alemany.
Depenheuer va estudiar dret a Bonn, on es va doctorar el 1985 i es va habilitar el 1992. Després d'ensenyar dret a Münster i Halle, Depenheuer va ser nomenat a la càtedra de dret públic i filosofia del dret a la Universitat de Mannheim el 1993. El 1999 va assumir la càtedra de dret constitucional, dret públic i filosofia del dret a la Universitat de Colònia.
Com a músic, Depenheuer va rebre el "Diplome de Concert" l'any 1986 a la Schola Cantorum de París. Ha actuat en concerts d’orgue a Alemanya i a Notre-Dame de París, Jerusalem, Nova York, Singapur i Cracòvia. També ha editat nombroses sonates per a orgue.
Les obres de Depenheuer s'han convertit en una qüestió d'interès públic a Alemanya després que el conservador ministre alemany de l'Interior, Wolfgang Schäuble, recomesés la conferència del llibre de Depenheuer Selbstbehauptung des Rechtsstaates en una entrevista del 2007. Segons una revisió crítica del llibre de Gunter Hofmann, el llibre se centra en la necessitat de l'estat de defensar-se en una "guerra civil global" a l'"era del terrorisme", i fa referència a la badia de Guantánamo dels Estats Units. camp de detenció com una "resposta legalment admissible a la lluita de la civilització constitucional contra la barbàrie del terrorisme". Els crítics de Depenheuer l'acusen de promoure el pensament antiliberal del teòric autoritari Carl Schmitt, que se cita liberalment al llibre, i de percebre el terrorisme com un mal sense rostre al qual la violència organitzada per l'estat és l'única resposta adequada. En la seva defensa, Depenheuer ha afirmat en una entrevista que "enemic i víctima són categories fonamentals de la política" i es va referir a "alguns dels nombrosos exegetes de la Constitució", que discrepen amb ell, com un "risc per a la seguretat".
Des de 2015, Depenheuer és líder del flux de treball de l'AMU (Agència per a la Modernització d'Ucraïna), on aporta la seva experiència en dret.